# موسيقى سايكو
موسيقى سايكو (بالإنجليزية: Syco Music)‏، معروفة أيضًا باسم تسجيلات سايكو ومعروفة سابقًا باسم تسجيلات S، وهي علامة تجارية تسجيلية بريطانية أسسها قطب الموسيقى البريطاني سايمون كاول. وهي شركة تابعة لشركة كاول سايكو.